# Deaflympische Zomerspelen 2013
De XXIIe Deaflympische Zomerspelen werden in 2013 in Sofia, de hoofdstad van Bulgarije gehouden. De Spelen duurden van 26 juli tot en met 4 augustus. Er deden zo'n 2.711 atleten uit 83 landen mee. In 2013 was Sofia voor de tweede keer de gaststad van de Deaflympische Zomerspelen. De eerste keer was in 1993. 

## Toewijzing
De spelen van 2013 zouden waren toegewezen aan Athene, Griekenland, maar de stad wees de toewijzing af omdat ze mede door de economische onrust in het land geen organisatiecomité voor elkaar kregen voor het evenement. Waarna de Bulgaarse hoofdstad Sofia het evenement mocht organiseren.

## Sporten
Er stonden 19 sporten op het programma. Het onderdeel marathon werd al op 21 juli gelopen, en niet in Sofia, maar in Füssen een plaats in de Duitse deelstaat Beieren.

## Medaillespiegel
In onderstaande tabel de top 10. Het gastland heeft een blauwe achtergrond. De gegevens zijn in overeenstemming met de ranglijst zoals die door de organisatie is opgesteld.
| Plaats | Land             | NPC | Goud | Zilver | Brons | Totaal |
| 1      | Rusland          | RUS | 67   | 52     | 58    | 177    |
| 2      | Oekraïne         | UKR | 21   | 30     | 37    | 88     |
| 3      | Zuid-Korea       | KOR | 19   | 11     | 12    | 42     |
| 4      | Wit-Rusland      | BLR | 12   | 11     | 4     | 27     |
| 5      | China            | CHN | 12   | 5      | 8     | 25     |
| 6      | Verenigde Staten | USA | 9    | 8      | 12    | 29     |
| 7      | Turkije          | TUR | 7    | 9      | 17    | 33     |
| 8      | Iran             | IRI | 7    | 4      | 21    | 32     |
| 9      | Kenia            | KEN | 6    | 5      | 5     | 16     |
| 10     | Litouwen         | LTU | 4    | 5      | 4     | 13     |

## Deelnemende landen

### Belgische prestaties[1]
| #   | naam                   | sport         | onderdelen       |
| --- | ---------------------- | ------------- | ---------------- |
| 7de | Kevin De Saedeleer     | Judo          | -73 kg (mannen)  |
| 7de | Jean-Pierre Fauconnier | Wegwielrennen | Tijdrit (mannen) |

### Nederlandse prestaties[2]
| #   | naam                                                                                           | sport       | onderdelen              |
| --- | ---------------------------------------------------------------------------------------------- | ----------- | ----------------------- |
| 6de | Frank Simon Cornelis Braan Wouter Dekker Justus Theodorus Nicolaas Duivenvoorden Gerard Priems | Bowlen      | team (mannen)           |
| 4de | Silvana Augustina Maria Dell'era                                                               | Atletiek    | marathon (vrouwen)      |
| 7de | André G. van Nifterik                                                                          | Schietsport | pistool, 50 m. (mannen) |
| 5de | Albert Gerhardus Hendrik Westerhof                                                             | Judo        | -66 kg (mannen)         |